# Fort Steilacoom
Fort Steilacoom est un ancien poste militaire de la United States Army établi en 1849 dans la région du Puget Sound, dans l'actuel État de Washington.
Il était destiné à assurer la sécurité des colons venus s'implanter dans la région après la ruée vers l'or en Californie et renforcer les prétentions que les États-Unis pouvaient avoir dans le Nord-Ouest Pacifique.
Il fut abandonné le 2 avril 1868.